# Gobernáculo
El gobernáculo es una modificación de la cutícula para guiar las espículas a través de la cámara cloacal. Es un órgano auxiliar en la cloaca. Es propio de los nematodos machos y funciona como órgano accesorio durante la cópula. 
Está formado por un engrosamiento de las paredes dorsales de la cloaca (en ocasiones incluso las ventrales y laterales) y es segregado por las bolsas espiculares. Algunos géneros que presentan este órgano accesorio son Ostertagia y Cooperia.
- Datos: Q5881834